# Kloster Kölleda

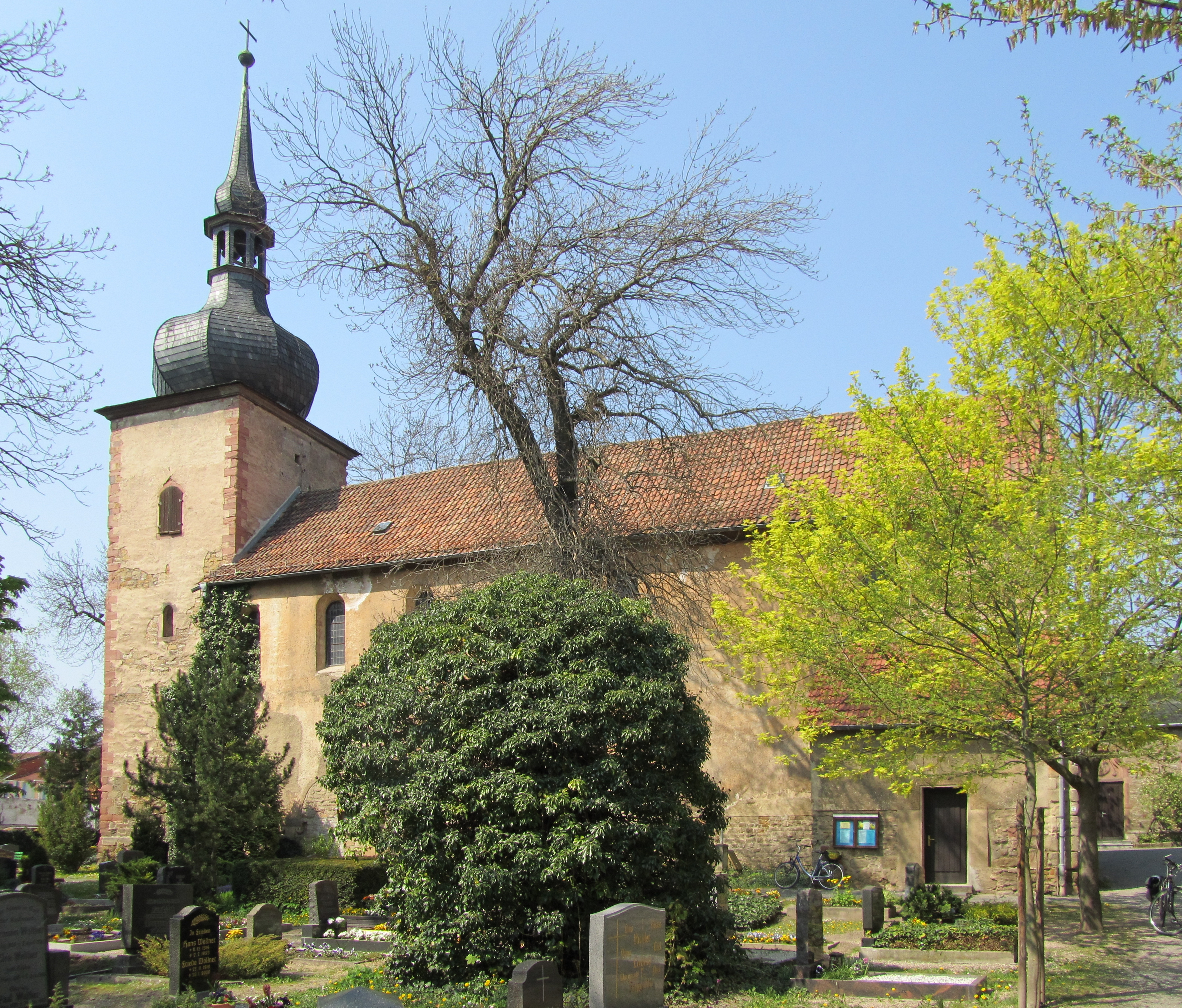
Klosterkirche Kölleda

Das Kloster Kölleda war von 1265 bis 1556 ein Kloster der Zisterzienserinnen in Kölleda in Thüringen.

## Geschichte
Die benediktinische Abtei Hersfeld gründete 1265 in Kölleda das dort von den Grafen von Beichlingen gestiftete Nonnenkloster und besiedelte es mit Zisterzienserinnen aus dem Kloster Frauensee. In den Quellen wird das Kloster aber auch als benediktinisch bezeichnet. 1556 kam es nach dem Tod der letzten Äbtissin, Sophia von Schafstädt, zur Auflösung des Konvents. Die Klosterkirche Sankt Johannes der Evangelist, später Sankt Johannes der Täufer, ist in umgebauter Form noch in der Straße „Im Kloster“ (auf dem Friedhofsgelände) vorhanden. Sie enthält das Grabmonument der Gräfin Helene von Beichlingen.
1538 gab es nur noch 14 Nonnen in dem Kloster. Sie unterrichteten Mädchen u. a. in Handarbeit.

### Handbuchliteratur
- Gereon Christoph Maria Becking: Zisterzienserklöster in Europa, Kartensammlung. Lukas Verlag, Berlin 2000, ISBN 3-931836-44-4, S. 54 B.
- Bernard Peugniez: Guide Routier de l’Europe Cistercienne. Editions du Signe, Straßburg 2012, S. 498.
- Peter Pfister: Klosterführer aller Zisterzienserklöster im deutschsprachigen Raum. 2. Auflage, Kunstverlag Josef Fink, Lindenberg 1998, S. 503.